# Amy Rollinson
Amy Elisabeth Rollinson (Luton, 18 de junio de 2004) es una deportista británica que compite en saltos de trampolín.
En los Juegos Europeos de Cracovia 2023 consiguió una medalla de oro en la prueba de trampolín 3 m sincro. Ganó dos medallas en el Campeonato Europeo de Natación, en los años 2024 y 2025.

## Palmarés internacional
| Juegos Europeos    | Juegos Europeos   | Juegos Europeos   | Juegos Europeos      |
| Año                | Lugar             | Medalla           | Prueba               |
| ------------------ | ----------------- | ----------------- | -------------------- |
| 2023               | Rzeszów (Polonia) | Medalla de oro    | Trampolín 3 m sincro |
| Campeonato Europeo |                   |                   |                      |
| Año                | Lugar             | Medalla           | Prueba               |
| 2024               | Belgrado (Serbia) | Medalla de oro    | Trampolín 3 m sincro |
| 2025               | Antalya (Turquía) | Medalla de bronce | Trampolín 3 m sincro |